# Friedrich Bindewald
Friedrich „Fritz“ Bindewald (* 31. Januar 1862 in Busenborn; † 1. Februar 1940 in Berlin) war ein Kunstmaler der Düsseldorfer Schule und Mitglied des Deutschen Reichstags.

## Leben
Bindewald wurde als Sohn des Pfarrers und Lehrers in Busenborn, Theodor Bindewald, und seiner Gattin Luise Christine, geborene Buff (einer Großnichte von Charlotte Buff), geboren. Er besuchte das Gymnasium in Laubach in Oberhessen von 1875 bis 1880 und erwarb dort die Berechtigung zum einjährigfreiwilligen Dienst vor der staatliche Prüfungskommission. Zwischen 1880 und 1888 war er an der Kunstakademie in Düsseldorf immatrikuliert und studierte Historienmalerei und die obligatorischen Fächer Anatomie und Perspektive bei Johann Peter Theodor Janssen, Eduard Gebhardt, Hugo Crola und Julius Roeting. Er war von 1886 bis 1890 Ehrenmitglied der Burschenschaft Arminia Gießen im ADB, und Mitglied in der Studentenverbindung „Tartarus“ mit dem Alias „Alarich“. Von Oktober 1888 bis 1889 diente als Einjährig-Freiwilliger im 116. Regiment in Gießen (später: „Kaiser Wilhelm“). Von 1889 ab arbeitete er selbständig an figürlichen Kompositionen und aus besonderer Neigung an Landschafts- und Waldbildern mit Motiven aus der Schwalm, dem Vogelsberg, der Rhön und den bayerischen Alpen. Um 1890 war er – unter anderem mit Carl Bantzer – in der Willingshäuser Malerkolonie aktiv.
Ab 1889 war er als bekennender Antisemit rednerisch tätig. Von 1893 bis 1903 und von 1907 bis 1912 war er Mitglied des Deutschen Reichstags für den Wahlkreis Hessen 3 (Alsfeld, Lauterbach) und die Deutsche Reformpartei. 1909 schied er im Streit aus der Partei aus.
Fritz Bindewald war mit Martha Lange (* 1865 in Grimma, Sachsen, † 1919 ebenda) verheiratet. Der gemeinsame Sohn Erwin (* 1897 in Berlin, † 1950 in Würzburg) betätigte sich ebenfalls künstlerisch.

## Bildnis
- Hans von Volkmann: Bildnis des Malers und Reichstagsabgeordneten Fritz Bindewald, Zeichnung 1890, signiert unten links: HR (ligiert). v. Volkmann 90 (Abbildung: Roland Demme: Die Willingshäuser Maler als Gruppe. Interpretation von Erwartungshaltungen prägnanter Rollenträger gegenüber Interaktionen in Gruppenprozessen). kassel university press, Kassel 2008, S. 106.

## Werke (Auswahl)
- Wassermühle in der Rhön, 1892, Öl/Lwd., 65 × 50 cm
- Partie vom Königssee, Öl/Lwd., 80 × 119 cm
- Partie vom Karer See, Öl/Lwd., 80 ×x 19 cm
- Heimwärts nach der Ernte in der Schwalm, signiert und datiert: F. Bindewald 1924. Abbildung: http://www.juergen-wollmann.de/b.htm